# Hanžeković Memorial 2020
Das 70. Hanžeković Memorial war eine Leichtathletik-Veranstaltung, die am 14. und 15. September 2020 im Sportski Park Mladost in der kroatischen Hauptstadt Zagreb stattfand. Die Veranstaltung war Teil der World Athletics Continental Tour und zählte zu den Gold-Meetings, der höchsten Kategorie dieser Leichtathletik-Serie.

## Resultate

### Männer

#### 100 m
| Platz | Athlet             | Land | Zeit (s) |
| ----- | ------------------ | ---- | -------- |
| 1     | Mike Rodgers       | USA  | 10,16    |
| 2     | Arthur Cissé       | CIV  | 10,19    |
| 3     | Jak Ali Harvey     | TUR  | 10,36    |
| 4     | Ramil Guliyev      | TUR  | 10,45    |
| 5     | Kojo Musah         | DEN  | 10,46    |
| 6     | Marko Čeko         | CRO  | 10,48    |
| 7     | Alexander Donigian | ARM  | 10,55 SB |

Wind: −0,5 m/s

#### 800 m
| Platz | Athlet           | Land | Zeit (min) |
| ----- | ---------------- | ---- | ---------- |
| 1     | Daniel Rowden    | GBR  | 1:44,09 PB |
| 2     | Elliot Giles     | GBR  | 1:44,75    |
| 3     | Jake Wightman    | GBR  | 1:44,85    |
| 4     | Bryce Hoppel     | USA  | 1:44,95    |
| 5     | Collins Kipruto  | KEN  | 1:45,36    |
| 6     | Andreas Kramer   | SWE  | 1:45,39    |
| 7     | Álvaro de Arriba | ESP  | 1:45,60 SB |
| 8     | Wesley Vázquez   | PRI  | 1:45,66    |
| 9     | Peter Bol        | AUS  | 1:45,94    |
| 10    | Joseph Deng      | AUS  | 1:46,11    |
| 11    | Amel Tuka        | BIH  | 1:46,63    |
| 12    | Max Burgin       | GBR  | 1:47,73    |
|       | Žan Rudolf       | SVN  | DNF        |

#### 1500 m
| Platz | Athlet          | Land | Zeit (min) |
| ----- | --------------- | ---- | ---------- |
| 1     | Stewart McSweyn | AUS  | 3:32,17    |
| 2     | James West      | GBR  | 3:34,56 PB |
| 3     | Matthew Ramsden | AUS  | 3:34,83    |
| 4     | Elzan Bibić     | SRB  | 3:35,07 PB |
| 5     | Ryan Gregson    | AUS  | 3:35,22 SB |
| 6     | George Mills    | GBR  | 3:36,72 PB |
| 7     | Quentin Tison   | FRA  | 3:36,83 PB |
| 8     | Matthew Hughes  | CAN  | 3:37,20 PB |
| 9     | Johan Rogestedt | SWE  | 3:37,56 SB |
| 10    | Paul Robinson   | IRL  | 3:38,26 SB |
| 11    | Dino Bošnjak    | CRO  | 3:42,94 PB |
| 12    | Daniel Ivaničić | CRO  | 3:50,17 PB |
|       | Azzedine Habz   | FRA  | DNF        |

#### 110 m Hürden
| Platz | Athlet                  | Land | Zeit (s) |
| ----- | ----------------------- | ---- | -------- |
| 1     | Wilhem Belocian         | FRA  | 13,32    |
| 2     | Freddie Crittenden      | USA  | 13,34    |
| 3     | Michael Obasuyi         | BEL  | 13,57 SB |
| 4     | Petr Svoboda            | CZE  | 13,72    |
| 5     | Koen Smet               | NED  | 14,00    |
| 6     | Andreas Martinsen       | DEN  | 14,02 SB |
| 7     | Liam van der Schaaf     | CZE  | 14,03    |
| 8     | Yaqoub Mohamed al-Youha | KUW  | 14,29    |

#### Kugelstoßen
| Platz | Athlet            | Land | Weite (m) |
| ----- | ----------------- | ---- | --------- |
| 1     | Ryan Crouser      | USA  | 22,74 MR  |
| 2     | Joe Kovacs        | USA  | 21,30     |
| 3     | David Storl       | GER  | 21,20 SB  |
| 4     | Payton Otterdahl  | USA  | 21,06     |
| 5     | Nick Ponzio       | USA  | 21,03     |
| 6     | Konrad Bukowiecki | POL  | 20,59     |
| 7     | Tsanko Arnaudov   | POR  | 20,45     |
| 8     | Kemal Mešić       | BIH  | 19,13     |
| 9     | Francisco Belo    | POR  | 19,08     |

#### Diskuswurf
| Platz | Athlet           | Land | Weite (m) |
| ----- | ---------------- | ---- | --------- |
| 1     | Daniel Ståhl     | SWE  | 68,87 MR  |
| 2     | Andrius Gudžius  | LTU  | 68,22     |
| 3     | Simon Pettersson | SWE  | 66,30     |
| 4     | János Huszák     | HUN  | 62,86     |
| 5     | Philip Milanov   | BEL  | 61,17     |
| 6     | Marin Premeru    | CRO  | 59,86 SB  |
| 7     | Martin Marković  | CRO  | 57,45     |

### Frauen

#### 100 m
| Platz | Athlet               | Land | Zeit (s) |
| ----- | -------------------- | ---- | -------- |
| 1     | Kayla White          | USA  | 11,44    |
| 2     | Arialis Gandulla     | CUB  | 11,45    |
| 3     | Maja Mihalinec       | SVN  | 11,55    |
| 4     | Mette Graversgaard   | DEN  | 11,84    |
| 5     | Joni Tomičić Prezelj | SVN  | 12,09    |
| 6     | Margareta Risek      | CRO  | 12,15    |
| 7     | Sharona Bakker       | NED  | 12,24 PB |

Wind: −0,2 m/s

#### 100 m Hürden
| Platz | Athlet               | Land | Zeit (s)  |
| ----- | -------------------- | ---- | --------- |
| 1     | Payton Chadwick      | USA  | 13,01     |
| 2     | Cindy Ofili          | GBR  | 13,10     |
| 3     | Taliyah Brooks       | USA  | 13,21     |
| 4     | Sharona Bakker       | NED  | 13,22 =SB |
| 5     | Mette Graversgaard   | DEN  | 13,28     |
| 6     | Anja Lukić           | SRB  | 13,38     |
| 7     | Ivana Lončarek       | CRO  | 13,41     |
| 8     | Joni Tomičić Prezelj | SVN  | 13,61 SB  |

#### Hochsprung
| Platz | Athletin           | Land | Höhe (m) |
| ----- | ------------------ | ---- | -------- |
| 1     | Julija Lewtschenko | UKR  | 1,93     |
| 2     | Erika Kinsey       | SWE  | 1,90     |
| 2     | Nicola McDermott   | AUS  | 1,90     |
| 4     | Lia Apostolovski   | SVN  | 1,87     |
| 5     | Tihana Jeletić     | CRO  | 1,75     |
| 6     | Sara Aščić         | CRO  | 1,72     |

#### Diskuswurf
| Platz | Athletin             | Land | Weite (m) |
| ----- | -------------------- | ---- | --------- |
| 1     | Sandra Perković      | CRO  | 64,67     |
| 2     | Mélina Robert-Michon | FRA  | 60,65     |
| 3     | Marija Tolj          | CRO  | 59,56     |
| 4     | Dragana Tomašević    | SRB  | 59,12 SB  |
| 5     | Vanessa Kamga        | SWE  | 56,32     |
| 6     | Veronika Domjan      | SVN  | 51,48     |